# Anaulacomera harpago
Anaulacomera harpago är en insektsart som beskrevs av Brunner von Wattenwyl 1878. Anaulacomera harpago ingår i släktet Anaulacomera och familjen vårtbitare. Inga underarter finns listade i Catalogue of Life.